# Cantonul Clelles
Cantonul Clelles este un canton din arondismentul Grenoble, departamentul Isère, regiunea Rhône-Alpes, Franța.

## Comune
- Chichilianne
- Clelles (reședință)
- Lalley
- Le Monestier-du-Percy
- Percy
- Saint-Martin-de-Clelles
- Saint-Maurice-en-Trièves
- Saint-Michel-les-Portes